# Božena Folkmanová
Božena Folkmanová (28. ledna 1903 Praha – 27. září 1960 Praha) byla česká zooložka a parazitoložka, která patřila mezi významné poválečné entomology. Zabývala se studiem stonožek (Chilopoda). Několik z nich na našem území sama objevila.

## Život
Byla dcerou akademického sochaře Hanuše Folkmanna a měla dvě sestry Hanu (1912–1987) a Annu (1905–1996). Po studiu na gymnáziu v Praze, které ukončila maturitou v roce 1922, studovala u profesora A. Žáčka na Přírodovědecké fakultě Univerzity Karlovy (LF UK), kde získala v roce 1922 titul doktor přírodních věd (RNDr.) za dizertačví práci Předběžné výsledky k monografii chilopod. Po habilitaci v roce 1955 získala titul docentka všeobecné zoologie.
V letech 1930–1931 pracovala jako demonstrátorka fyziologického ústavu LF UK a o rok později jako demonstrátorka biologického ústavu UK. Od roku 1933 působila tamtéž jako asistentka. V roce 1939 po uzavření vysokých škol byla nucena své místo opustit. V období druhé světové války učila například na dívčím gymnáziu v Plzni nebo v Praze nebo pracovala jako dělnice. Dne 1. září 1945 získala místo asistentky v zoologického ústavu Přírodovědecké fakulty Masarykovy univerzity v Brně. Přednášela obecnou zoologii a od roku 1951 parazitologii.
Zemřela předčasně v roce 1960 ve věku 57 let.

## Publikace
Učebnice
- Parazitologie pro biology, Praha 1957[9]
- Základy obecné zoologie, Praha 1960[10]

Vědecké práce
- Chilopoda republiky československé, Praha 1928[4]